# People Need Love
People Need Love è un singolo del 1972 dal gruppo musicale svedese ABBA, a quel tempo conosciuto come "Björn & Benny, Agnetha & Anni-Frid". La canzone stata inclusa nel primo album del gruppo, Ring Ring, pubblicato anch'esso nel 1973.

## Descrizione
Come la maggior parte delle canzoni degli ABBA, People Need Love è stata scritta dai due componenti maschili della band, Benny Andersson e Björn Ulvaeus, ed è stata ideata da Michael Tretow, che mirava a creare uno stile simile al "Wall of Sound" di Phil Spector.
Come il loro album di debutto, la canzone non ha portato il gruppo sulla scena musicale mondiale. Essa segue alcuni standard nello stile tipico degli ABBA: il testo parla di ciò che le persone possono scambiarsi reciprocamente per rendere più facili le loro vite e per creare un mondo migliore.

## Successo commerciale
L'obiettivo di base del singolo People Need Love non era quello di promuovere il quartetto, dal momento che tutti e quattro i membri avevano altri impegni e non avevano avuto il tempo di formare un gruppo fisso, ma di promuovere il duo "Björn & Benny", che era il duo compositivo. Le donne comparivano semplicemente come ospiti nel nuovo singolo di "Björn & Benny". Tuttavia la reazione positiva del pubblico fu inattesa.
In Svezia il singolo arrivò al 3º posto nella classifica del famoso programma radiofonico svedese Tio i topp. Negli Stati Uniti raggiunse il 114º posto nella classifica dei singoli della rivista Cashbox. Negli Stati Uniti fu accreditato a Björn & Benny (con Svenska Flicka) dalla Playboy Records e, secondo il manager degli ABBA Stig Anderson, avrebbe ottenuto molto più successo se non fosse stato per la distribuzione limitata a causa delle poche risorse dell'etichetta, che non era in grado di soddisfare la domanda da parte dei rivenditori e dei programmatori radiofonici.
Al momento della pubblicazione del singolo, l'album Ring Ring non era stato previsto, poiché non c'era alcuna intenzione di formare un gruppo fisso.

## Tracce
Lato A
1. People Need Love – 2:45

Lato B
1. Merry-Go-Round (En Karusell) – 3:24

## Cover
Una banda di paese svedese chiamata Nashville Train (che comprendeva alcuni membri della band di supporto degli ABBA) ne ha pubblicato una cover in un album del 1977, ABBA Our Way, uscito in Svezia con l'etichetta Polar Music.